# KK 츠르베나 즈베즈다
KK 츠르베나 즈베즈다(세르비아어: Кошаркашки клуб Црвена звезда Teлeкoм)는 세르비아 베오그라드를 연고로 하는 프로농구단이다.

## 같이 보기
- SD 츠르베나 즈베즈다
- FK 츠르베나 즈베즈다